# Mlijeko
Mlijeko je biološka tekućina mliječnih žlijezda sisavaca koja se luči određeno vrijeme nakon poroda, a osnovna mu je namjena prehrana mladunčadi. To je tekućina bijele boje složenog sastava od kojih neki sastojci porijeklom iz krvi sintetiziraju u mliječnoj žijezdi, to su mliječna mast i laktoza te proteini kazein, laktalbumin i laktoglobulin, dok druge tvari u mliječnu žlijezdu izravno prelaze iz krvi (enzimi, vitamini i imunoglobulini).
Mlijeko pruža glavni izvor prehrane mladunčadi sisavaca prije nego što mogu probati različitu hranu. Čovjek je jedina vrsta koja pije mlijeko druge vrste. Mlijeko drugih vrsta piju npr. i mačke i ježevi, ako im ljudi daju. Pored mlijeka koje luče mliječne žlijezde, postoji i mlijeko kao što je mlijeko kokosa koje je vrlo ukusno, pogotovo ako je kokos mlad, mlijeko badema i mlijeko soje.
Mlijeko je prirodna hrana bogata kalcijem, bjelančevinama, vitaminima i mineralima, prijeko potrebnim za rast i pravilno funkcioniranje ljudskog organizma. Jedno istraživanje pokazalo je da čokoladno mlijeko ima više kalcija od "običnog" mlijeka.

## Vrste
- mlijeko životinjskog porijekla
  - kravlje, ovčje, kozje, devino, bivolje, magareće, ljamino, jakovo, jelenje... mlijeko
- "mlijeko" biljnog porijekla
- kondenzirano mlijeko
- mlijeko u prahu
- evaporirano mlijeko
- mlijeko bez laktoze
- prema udjelu mliječne masti (ekstra punomasno, punomasno, djelomično obrano / poluobrano, obrano)
- sirovo mlijeko
- pasterizirano / nepasterizirano mlijeko
- sterilizirano mlijeko
  - kratkotrajno sterilizirano (UHT)
- homogenizirano / nehomogenizirano mlijeko
- standardizirano mlijeko
- koncentrirano mlijeko
- trajno mlijeko
- svježe mlijeko
- adaptirano mlijeko
- acidofilno mlijeko
- kiselo mlijeko
  - čvrsto kiselo mlijeko
- čokoladno mlijeko
- mlijeko za kavu
- mlijeko obogaćeno vitaminom D
- mlijeko obogaćenom kalcijem

## Mliječni proizvodi
Svrha mlijeka jest da hrani mladunčad vrste. Prirodno, u početnoj životnoj fazi, svi se sisavci hrane mlijekom majke, ali nakon nekog vremena mliječna prehrana prestaje, osim kod ljudi. Pored mlijeka u ljudskoj prehrani se koriste i mliječni proizvodi, kao što su:
- kiselo vrhnje
- jogurt
- acidofil
- kefir
- sir
- kajmak
- sirutka
- slatko vrhnje
- kiselo mlijeko
- laktoza
- mlijeko u prahu
- kondenzirano (ugušćeno) mlijeko

Pored toga mlijeko se koristi kao dodatni sastojak za mnoge proizvode (na primjer za proizvodnju čokolade) ili se uz njega koriste i mnogi drugi aditivi i industrijski proizvodi.
Mlijeko može također biti i bijeli sok ili kaša dobiveni od kokosa u manje-više tekućem obliku, koji se koriste posebno u tajlandskoj, indijskoj i polinežanskoj kuhinji pod nazivom kokosovo mlijeko. 
Bijela tekućina dobivena od biljaka (neživotinjska zamjena) također se naziva mlijeko i to: sojino mlijeko, rižino mlijeko i bademovo mlijeko. 
Ljudsko mlijeko se kod beba unosi sisanjem, direktno s majčine dojke ili čuvanjem mlijeka za kasniju upotrebu u bočicama. Kao kolostrum (prvo mlijeko), ono prenosi majčina antitijela i crijevne bakterije bebi.
Sastav mlijeka se veoma razlikuje među različitim životinjama.
Ljudsko mlijeko je tanko i bogato laktozom, njegovim primarnim šećerom dok kravlje mlijeko ima manje šećera, a više bjelančevina i sadrži od oko 3,5% do 6,5% masti, 4% do 8,5% hranjivih materija i oko 88% vode. Njegova glavna bjelančevina (80%) je kazein, dok ostatak čine bjelančevine sirutke. 
Laktoza u mlijeku se probavlja pomoću enzima laktoze, kojeg proizvode tijela beba. Kod ljudi, proizvodnja laktoze se smanjuje sa starošću (što ovisi i od etničkog podrijetla osobe), čak do točke kada laktoza postaje neprobavljiva, što dovodi do nepodnošljivosti laktoze, želudačno-crijevnog stanja koje može zadesiti mnoge ljude.
Međutim, sastav mlijeka se veoma razlikuje od vrste do vrste: kravlje mlijeko je drugačija supstanca od kozjeg, na primjer, što će primijetiti svaka osoba koja proba oba mlijeka. Faktori kao što su sadržaj laktoze, proporcija i veličina globula masti i jačina ugrušaka, koje stvaraju čovječji enzimi prilikom probavljanja mlijeka, mogu se razlikovati od rase do rase i od sisavca do sisavca.
Za ljudsku prehranu najčešće se koristi kravlje mlijeko koje se priprema industrijski za čuvanje i dalju upotrebu. To je najčešće korišteno mlijeko u razvijenim zemljama, dok se u siromašnijim zemljama (Afrika i dijelovi Azije) vrlo često koristi kozje mlijeko.
Proizvodnja mlijeka na farmama je postala veoma intenzivna, tako da je u mnogim zemljama ovaj proces dosta automatiziran što povećava stupanj iskorištenja, a smanjuje mogućnost zagađenja mlijeka.
Tehnološka definicija mlijeka je: mlijeko je "proizvod" mliječne žlijezde ženke sisavca dobiven potpunom i neprekidnom mužom 14 dana prije i 9 dana poslije laktacije kojem se ništa ne smije oduzeti ni dodati. Potpuna muža podrazumijeva izlučivanje svog mlijeka iz vimena (la. glandula lactifera). Krava dostiže spolnu zrelost s oko 14 mjeseci starosti i po telenju započinje tzv. laktacijski period (što je slučaj i kod svih ostalih sisavaca). Gestacijski period krave traje 280 dana.
Kravlje mlijeko je obično bijele boje sa žutom nijansom, a ponekad se mogu pojaviti i druge boje i nijanse. Na primjer, plava boja pojavljuje se ako je uklonjena mliječna mast, ili crvena ako ima puno bakra u hrani krave ili ako u mlijeko dospije krv, što se često događa ako stroj za mužu nije isključen na vrijeme. Muža se vrši dva puta dnevno, a ako nije izvršena pravilna muža više puta može doći do oboljenja koje se zove mastitis.

## Sastav mlijeka
Prosječan sastav kravljeg mlijeka je oko 87% vode i 13% suhe tvari:
- 1,0 % minerala
- 3,2% lipida
- 3,2-3,5% bjelančevina [80% kazein i 20% bjelančevina seruma(ß-laktoglobulin, α-laktoalbumin,imunoglobulini, enzimi)]
- 4,2% šećeri ( prevladava laktoza ; glukoza, galaktoza )
- 4,7% lipidna komponenta

Sastav mlijeka varira, što ovisi od više faktora, kao sto su: uzrast, rasa, prehrana životinje, godišnje doba i sl.
| Sastav               | Čovjek | Krava   | Ovca   | Koza   | Konj   | Sob    | Bivol  |
| -------------------- | ------ | ------- | ------ | ------ | ------ | ------ | ------ |
| Voda                 | 87,2 % | 87,5 %  | 82,7 % | 86,6 % | 90,1 % | 66,9 % | 82,8 % |
| Ugljikohidrati       | 7,0 %  | 4,8 %   | 6,3 %  | 3,9 %  | 5,9 %  | 2,8 %  | 5,5 %  |
| Mliječna mast        | 4,0 %  | < 4,2 % | 5,3 %  | 3,7 %  | 1,5 %  | 16,9 % | 7,4 %  |
| Bjelančevine         | 1,5 %  | 3,5 %   | 4,6 %  | 4,2 %  | 2,1 %  | 16,9 % | 3,6 %  |
| Elementi u tragovima | 0,3 %  | 0,7 %   | 0,9 %  | 0,8 %  | 0,4 %  | 1,2 %  |        |

Globulin je mnogo više zastupljen prije samog porođaja i neposredno po porođaju (partusu) krave. Ova bjelančevina je veoma termolabilna i zbog toga se tada mlijeko ne upotrebljava za ljudsku prehranu. Globulin ima izuzetan imunološki značaj za mladunče krave (tele).
U kemijskom smislu mlijeko je gruba suspenzija mliječne masti u koloidnom rastvoru bjelančevina u pravom rastvoru laktoze.
Kravlje mlijeko je dostupno u više varijanti. U nekim državama to su:
- ekstra punomasno (4,00-9,00% m.m.)
- punomasno (3,5% m.m.)
- djelomično obrano / poluobrano (1.5-1.8% masti)
- obrano (oko 0.5% masti)

Punomasno mlijeko ima oko 3-4% masti. Za poluobrano i obrano mlijeko, sva mast se uklanja i onda se (u slučaju poluobranog) dijelom vraća. Najprodavanija varijanta je poluobrano mlijeko, jer se u mnogim državama smatra da je punomasno manje zdravo, a obrano neukusno. Punomasno mlijeko se preporučuje da pruži dovoljno masti za razvoj male djece koja su prerasla majčino mlijeko.
Pored krava, od sljedećih životinja se koristi mlijeko za prehranu i proizvodnju mliječnih proizvoda:
- Ovce
- Koze
- Konji
- Magarci
- Deve
- Jakovi
- Vodeni bivoli
- Jeleni

U Rusiji i Švedskoj, postoje mlijeka malog musa. Mlijeko konja i magaraca ima najmanje masti, dok mlijeko tuljana ima više od 50% masti.
Kada se sirovo mlijeko ostavi na neko vrijeme, ono se ukiseli i koristi u prehrani kao kiselo mlijeko. To je rezultat fermentacije: bakterije mliječne kiseline pretvaraju mliječni šećer u mliječnu kiselinu. Ovaj proces fermentacije se iskorištava u proizvodnji raznih mliječnih proizvoda, kao što su sir i jogurt.
Pasterizirano kravlje mlijeko se, s druge strane, kvari, tako da postaje neprikladno za prehranu, i time dobiva neugodan miris i predstavlja veliku opasnost od trovanja hranom ako se unese u organizam. Bakterije mliječne kiseline koje se prirodno pojavljuju u sirovom mlijeku, pod prikladnim okolnostima, brzo stvaraju velike količine mliječne kiseline. Kiselost koja za uzvrat nastaje sprječava rast ostalih bakterija ili znatno usporava njihov rast. Pasterizacijom se, međutim, te bakterije najvećim dijelom unište, što znači da se ostale bakterije mogu nesmetano razmnožavati, izazivajući tako raspadanje.
Mlijeko se najčešće pasterizira UHT postupkom (ultra high temperature) pri temperaturi većoj od 135°C. Do transporta od mljekare do otkupnih stanica održava se na temperaturama od 0-4°C. Sterilizirano mlijeko, koje se zagrije na mnogo duže vrijeme, traje još duže, ali zato gubi većinu hranljivih materija i prima drugačiji ukus. Kondenzirano mlijeko, koje se pravi uklanjanjem većeg dijela vode, može se odložiti na više mjeseci, a da nije u hladnjaku. Najtrajniji oblik mlijeka je mlijeko u prahu, koje se pravi oduzimanjem skoro sve vode (u gotovom proizvodu ne smije biti više od 5% vode).
Neki nutricionisti, aktivisti za prava životinja i ostali kritiziraju široku ljudsku primjenu kravljeg mlijeka. Oni generalno izazivaju nutricirane koristi mlijeka i iznose etičke probleme povezane s njegovim korištenjem, kao što, kod beba, postoji nepodnošenje kravljeg mlijeka.
Kritičari mlijeka tvrde da ono može na zdravlje da ima neželjene posljedice koje nadjačavaju koristi. Oni ukazuju na znanstvene studije koje sugeriraju da postoje veze između mlijeka i nekih zdravstvenih problema:
Dvije studije su ukazale da galaktoza, koja se stvara pri probavljanju laktoze iz mlijeka, može biti uzročnik raka jajnika. Međutim, ostale studije nisu uspjele pokazati takvu vezu. 
Jedna studija ukazuje na vezu između velikog unošenja kalcija i raka prostate, no, ne postoji dokaz da je takav problem prouzrokovan od strane mlijeka. 
Neke vrste mlijeka su bogata zasićenim mastima, što su studije povezale s povećanim rizikom od ateroskleroze i srčanog oboljenja. Malomasni i nemasni oblici mlijeka ublažuju takve rizike. 
Čak je za 70% ljudi moguće da boluje od nekog vida nepodnošljivosti laktoze. Za te osobe, mlijeko može prouzrokovati simptome kao što su grčevi, nadutost, vjetrove i proljev. 
Kritičari dovode pod znak pitanja tvrdnju da pijenje velike količine mlijeka može smanjiti rizik od frakture kostiju, pogotovo kod starijih osoba. Neke studije nisu uspjele povezati veliki unos kalcija sa smanjenim rizikom od frakture kuka i podlaktice. 
Nedavne studije pokazuju da mlijeko može prouzrokovati akne. 
Neki kritičari mlijeka tvrde da su izvori kalcija iz biljaka poželjniji, jer, kako tvrde, životinjske bjelančevine u mlijeku mogu iskoristiti kalcij iz kostiju. Takvi kritičari izazivaju populatno vjerovanje da mlijeko smanjuje rizik od osteoporoze. 
Postoji određena kontroverza oko toga je li upotreba kravljeg mlijeka dobra za odrasle ljude. Dok se mlijeko često nameće kao zdravo zbog svoje značajne količine kalcija, koji je potreban za zdrav rast kostiju i moždanu funkciju, postoji sporno istraživanje koje predlaže da se bjelančevine u mlijeku miješaju u korištenju kalcija u formiranju kostiju tako što se povećava razina kiselosti krvi i time izaziva odgovor koji balansira razinu kiselosti tako što iskorištava kalcij koji se nalazi u kostima.

## Mlijeko kao lijek
O ljekovitosti mlijeka postoje mnoga vjerovanja. Postoje tvrdnje povjesničara i nekih suvremenih stručnjaka da kupanje u mlijeku ili umivanje mlijekom štiti kožu i daje joj ljepši izgled.
Postoji vjerovanje da je tajna dugovječnosti kod ljudi na Kavkazu i u nekim drugim krajevima u tome što su skoro cijelog života koristili mliječne proizvode u velikoj količini za prehranu.
Oni koji podržavaju mlijeko ističu da studije ukazuju na moguću vezu između unosa malomasnog mlijeka i smanjenog rizika od arterijske hipertenzije, srčanog oboljenja i gojaznosti. Osobe s prekomjernom težinom mogu imati koristi od smanjenog rizika od otpornosti na inzulin i dijabetes tipa 2.

## Vanjske poveznice
- Mlijeko Hrvatska tehnička enciklopedija, portal hrvatske tehničke baštine. LZMK